# Cruising California (Bumpin' in My Trunk)
«Cruising California (Bumpin' in My Trunk)» és el vint-i-setè senzill de la banda californiana The Offspring, publicat com a primer senzill el 30 d'abril de 2012 en tots els països a excepció dels Estats Units, Japó i Canadà, on es va publicar Days Go By com a primer senzill.
La lletra i el videoclip satiritza la indústria musical pop convencional. Aquest intent de sàrita fou destacat positivament per la crítica musical però, contràriament, la lletra i la música va rebre ressenyes força negatives i també per part dels seguidors de la banda.
En la portada hi apareix en petit el crani de foc, mascota de la banda durant molts anys però que no era utilitzada des de la compilació Greatest Hits (2005).
El videoclip fou estrenat al portal de la banda a YouTube el 8 de juny de 2012. Fou filmat en la ciutat natal de la banda, Huntington Beach (Califòrnia).

## Llista de cançons
| Núm. | Títol                                       | Durada |
| ---- | ------------------------------------------- | ------ |
| 1.   | «Cruising California (Bumpin' In My Trunk)» | 3:31   |